# Gheorghe Gruia
Gheorghe Gruia (nascut el 2 d'octubre de 1940 a Bucarest - mort el 9 de desembre 2015 a Ciutat de Mèxic), fou un jugador i entrenador d'handbol romanès. Fou dos cops Campió del món amb la selecció romanesa, i participà en els Jocs Olímpics d'Estiu de 1972.
Va guanyar la medalla d'or amb l'equip romanès als campionats del món de Txecoslovàquia 1964 i de França 1970. Als Jocs Olímpics de 1972 hi guanyà la medalla de bronze amb la selecció romanesa.
Durant el període 1963–1973 va trionfar vuit vegades com campió romanès amb el seu club CSA Steua Bucureşti.
El 1978 va acceptar una oferta de treballar com entrenador d'handbol per al equip nacional de Mèxic. I després va residir al país, a Mèxic DF.
El 1992 la Federació Internacional d'Handbol el va nomenar com el millor jugador d'handbol de tots els temps.